# پیلاتوس پی‌سی-۷
پیلاتوس پی‌سی-۷ توربو ترینر هواپیمای آموزشی ساخت شرکت سوئیسی پیلاتوس است. پی‌سی-۷ از توانایی انجام تمام آموزش‌های پایه خلبانی شامل مانورهای پروازی، پروازهای شبانه و تاکتیکی برخوردار است. این هواپیمای بال‌پایین و یک‌موتوره را بیش از بیست نیروی هوائی جهان برای آموزش خلبانان خود به‌کار می‌برند. از زمان معرفی این هواپیما در سال ۱۹۷۸ تاکنون بیش از ۵۰۰ فروند از آن ساخته شده است.
در سال ۱۳۶۲ ایران ۳۵ فروند از این هواپیما را دریافت کرد.
این هواپیمای آموزشی توانایی حمله هوا به زمین به اهداف مورد نظر را دارد و هم چنین حرکات نمایشی را می‌تواند به خوبی انجام بدهد.

## مشخصات پی سی-۷

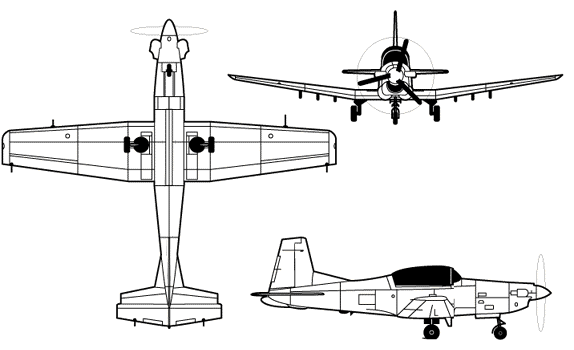
طرح سه نمای پیلاتوس پی سی-۷

داده‌ها از 
ویژگی‌های عمومی
- خدمه: دو، استادخلبان و دانشجوی خلبانی
- ظرفیت: دو
- طول: ۹٫۷۸ متر (۳۲ فوت ۱ اینچ)
- پهنای بال: ۱۰٫۴۰ متر (۳۴ فوت ۱ اینچ)
- ارتفاع: ۳٫۲۱ متر (۱۰ فوت ۶ اینچ)
- مساحت بال‌ها: ۱۶٫۶۰ متر مربع (۱۷۸٫۷ فوت مربع)
- نسبت اندازه: ۶٫۵:۱
- ایرفویل: NACA 642A-415 at root, 641A-612 at tip
- وزن خالی: ۱٬۳۳۰ کیلوگرم (۲٬۹۳۲ پوند)
- بیشترین وزن برخاست: ۲٬۷۰۰ کیلوگرم (۵٬۹۵۲ پوند)
- ظرفیت سوخت: ۴۷۴ لیتر (۱۰۴ گالون بریتانیایی؛ ۱۲۵ گالون آمریکایی) سوخت داخلی قابل استفاده،
2x ۲۴۰ لیتر (۵۳ گالون بریتانیایی؛ ۶۳ گالون آمریکایی) سوخت اضافی مخازن سوخت بیرونی
• حداکثر وزن فرود: ۲٬۵۶۵ کیلوگرم
- پیشرانه: ۱ عدد توربوپراپ پرت اند ویتنی کانادا پی‌تی۶-۲۵-ای، ۴۱۰ کیلووات (۵۵۰ اسب بخار)(derated from ۴۸۵ کیلووات (۶۵۰ اسب بخار کوتاه))
- ملخ‌ها: سهملخه Hartzell HC-B3TN-2 / T10173C-8 از نوع ملخ گام‌متغیر، قطر  ۲٫۳۶ متر (۷ فوت ۹ اینچ)

عملکرد
- حداکثر سرعت: ۴۱۲ کیلومتر بر ساعت (۲۵۶ مایل بر ساعت، ۲۲۲ گره) (max cruise at ۶٬۰۹۵ متر (۱۹٬۹۹۷ فوت))
- سرعت کروز: ۳۱۶ کیلومتر بر ساعت (۱۹۶ مایل بر ساعت، ۱۷۱ گره) (econ. cruise at ۶٬۰۹۵ متر (۱۹٬۹۹۷ فوت))
- سرعت واماندگی: ۱۱۹ کیلومتر بر ساعت (۷۴ مایل بر ساعت، ۶۴ گره) (flaps and gear down, power off)
- بیشینه سرعت مجاز: ۵۰۰ کیلومتر بر ساعت (۳۱۰ مایل بر ساعت، ۲۷۰ گره) EAS
- بُرد: ۱٬۲۰۰ کیلومتر (۷۵۰ مایل، ۶۵۰ مایل دریایی) استاندارد بدون مخازن سوخت بیرونی، برد با مخازن سوخت خارجی (قدرت کروز، در ۵٬۰۰۰ متر (۱۶٬۰۰۰ فوت) - حداقل ۲۰ دقیقه رزرو
- بُرد معبر: ۲٬۶۳۰ کیلومتر (۱٬۶۳۰ مایل، ۱٬۴۲۰ مایل دریایی)
- مداومت پروازی: ۴ ساعت و ۲۲ دقیقه
- حداکثر ارتفاع: ۱۰٬۰۶۰ متر (۳۳٬۰۱۰ فوت)
- حد شتاب جی: -۳ / +۶
- نرخ صعود: ۱۰٫۹ متر بر ثانیه (۲٬۱۵۰ فوت بر دقیقه) صعود به ارتفاع ۵٬۰۰۰ متر در ۹ دقیقه و ۰ ثانیه
طول باند مورد نیاز برای برخاست ۷۸۰ متر با حداکثر وزن برخاست، طول باند مورد نیاز برای فرود ۵۰۵ متر در حداکثر وزن فرود

تسلیحات

- آویزگاه‌های حمل سلاح: ۶ عدد در زیر بالها برای حمل انواع بمب و راکت با ظرفیت ۱٬۰۴۰ کیلوگرم (۲٬۲۹۴ پوند)[۴]